# Уилксън
Уилксън (на английски: Wilkeson) е малък град град в окръг Пиърс, щата Вашингтон, САЩ. Уилксън е с население от 477 жители (2010) и обща площ от 1,3 km². Намира се на 245 m н. ZIP кодът му е 98396, а телефонният му код е 360.